# Lista över världsarv i Oceanien
Detta är en lista över världsarven i Oceanien. Idag (3 augusti 2010) finns här 28 världsarv, därav 6 kulturarv, 17 naturarv och 5 som kultur- och naturarv. Dessa världsarv motsvarar 3,1 % av alla världsarv.
| K | Kulturarv            |
| N | Naturarv             |
| X | Kultur- och naturarv |

## Australien
| År   | Delstat/Territorium   | Typ | Namn |
| ---- | --------------------- | --- | --- |
| 1981 | Queensland            | N   | Stora barriärrevet |
| 1981 | Northern Territory    | X   | Kakadu nationalpark (utvidgat 1987 och 1992)                                                                                           |
| 1981 | New South Wales       | X   | Willandrasjöarna |
| 1982 | Tasmanien             | X   | Tasmaniens vildmark (utvidgat 1989) |
| 1982 | New South Wales       | N   | Lord Howeön |
| 1986 | Queensland            | N   | Gondwanas regnskogar i Australien (utvidgat 1994, delvis i New South Wales)                                                            |
| 1986 | New South Wales       | N   | Gondwanas regnskogar i Australien (utvidgat 1994, delvis i Queensland)                                                                 |
| 1987 | Northern Territory    | X   | Uluru-Kata Tjuta nationalpark (utvidgat 1994)                                                                                          |
| 1988 | Queensland            | N   | Queenslands våta tropiker |
| 1991 | Western Australia     | N   | Shark Bay |
| 1992 | Queensland            | N   | Fraserön |
| 1994 | Queensland            | N   | Däggdjursfossilsplatser (Riversleigh / Naracoorte) (delen Naracoorte i South Australia)                                                |
| 1994 | South Australia       | N   | Däggdjursfossilsplatser (Riversleigh / Naracoorte) (delen Riversleigh i Queensland)                                                    |
| 1997 | Australiska Antarktis | N   | Heard- och McDonaldöarna |
| 1997 | Tasmanien             | N   | Macquarieön |
| 2000 | New South Wales       | N   | Greater Blue Mountains |
| 2003 | Western Australia     | N   | Purnululu nationalpark |
| 2004 | Victoria              | K   | Kungliga utställningsbyggnaden och Carltonträdgårdarna                                                                                 |
| 2007 | New South Wales       | K   | Operahuset i Sydney |
| 2010 | New South Wales       | K   | Australiska straffångeplatser: Cockatoo Island, Old Government House, Hyde Park Barracks, Great North Road                             |
| 2010 | Tasmanien             | K   | Australiska straffångeplatser: Brickendon and Woolmers, Cascades Female Factory, Coal Mines, Darlington Probation Station, Port Arthur |
| 2010 | Western Australia     | K   | Australiska straffångeplatser: Fremantle Prison                                                                                        |

## Kiribati
| År   | Typ | Namn                          |
| ---- | --- | ----------------------------- |
| 2010 | N   | Phoenixöarnas skyddade område |

## Marshallöarna
| År   | Typ | Namn          |
| ---- | --- | ------------- |
| 2010 | K   | Bikiniatollen |

## Norfolkön(Australien)
| År   | Typ | Namn                                                     |
| ---- | --- | -------------------------------------------------------- |
| 2010 | K   | Australiska straffångeplatser: Kingston and Arthurs Vale |

## Nya Kaledonien(Frankrike)
| År   | Typ | Namn                                                               |
| ---- | --- | ------------------------------------------------------------------ |
| 2008 | N   | Nya Kaledoniens laguner: revens mångfald och associerade ekosystem |

## Nya Zeeland
| År   | Typ | Namn                                   |
| ---- | --- | -------------------------------------- |
| 1990 | N   | Te Wahipounamu - Sydvästra Nya Zeeland |
| 1990 | X   | Tongariro nationalpark (utvidgat 1993) |
| 1998 | N   | Nya Zeelands subantarktiska öar        |

## Papua Nya Guinea
| År   | Typ | Namn                        |
| ---- | --- | --------------------------- |
| 2008 | K   | Kuks tidiga jordbruksområde |

## Pitcairn(Storbritannien)
| År   | Typ | Namn             |
| ---- | --- | ---------------- |
| 1988 | N   | Henderson Island |

## Salomonöarna
| År   | Typ | Namn          |
| ---- | --- | ------------- |
| 1998 | N   | Östra Rennell |

## Vanuatu
| År   | Typ | Namn                        |
| ---- | --- | --------------------------- |
| 2008 | K   | Hövdingen Roi Matas domäner |